# سیارک ۱۵۶۳۰
سیارک ۱۵۶۳۰ (به انگلیسی: 15630 Disanti، نامگذاری:2000HT56) پانزده هزار و ششصد و سی‌امین سیارک کشف شده‌است که در ۲۴ آوریل ۲۰۰۰ کشف شد.
قدر مطلق سیارک برابر ۱۷.۸ است.